# Karantanci
Karantanci (latinsko Quarantani) so bili slovansko ljudstvo zgodnjega srednjega veka (latinsko Sclavi qui dicuntur Quarantani, dob. 'Slovani, imenovani Karantanci'), ki je živelo v kneževini Karantaniji, pozneje znani kot Koroška, ki je obsegala sedanjo južno Avstrijo in del Slovenije. Veljajo za prednike sodobnih Slovencev, zlasti koroških Slovencev.
V visokem srednjem veku sta se izraza Karantanci in Korošci uporabljala zamenljivo in je označevala tako prebivalce dvojezične slovansko-nemške vojvodine Koroške kot tudi Južne Slovane, ki so živeli v mejah Svetega rimskega cesarstva (torej prednike sedanjih Slovencev in istrskih Hrvatov).

## Zgodovinsko ozadje
Po razpadu Samovega kraljestva so alpski Slovani v Vzhodnih Alpah ustanovili kneževino Karantanijo, ki je bila neodvisna od okoli leta 660 do okoli leta 745, ko je padla pod bavarsko vplivno območje in bila kasneje vključena v Frankovsko cesarstvo. Nastanek kneževine in obdobje miru sta v 8. stoletju omogočila nastanek tako imenovane karantanske kulture. Do okoli leta 820 je vladal kot napol neodvisna plemenska ureditev. Po protifrankovskem uporu Ljudevita Posavskega, ki so ga deloma podprli tudi Karantanci, se je Karantanska kneževina preoblikovala v frankovsko marko in kasneje nastala kot fevdalna vojvodina Koroška. V 10. stoletju je na Karantance močno vplivala bjelobrdska kultura panonskih Slovanov.
Karantanci so bili prvi slovanski narod, ki je sprejel krščanstvo z Zahoda. Večinoma so jih pokristjanjevali irski misijonarji, ki jih je poslala salzburška nadškofija, med njimi Modest, znan kot »apostol Karantancev«. Ta proces je bil pozneje opisan v memorandumu, znanem kot Conversio Bagoariorum et Carantanorum , ki naj bi preveč poudarjal vlogo Salzburške cerkve v procesu pokristjanjevanja v primerjavi s podobnimi prizadevanji oglejskega patriarhata. V poznem 8. stoletju je prišlo do več uporov Karantancev proti pokristjanjenju, ki so kasneje služili kot vir navdiha slovenskemu romantičnemu pesniku Francetu Prešernu v njegovi epsko-lirski pesnitvi Krst pri Savici. Omenjeni so bili tudi v Zgodovini minulih let iz 12. stoletja, kar poleg drugih zgodovinskih virov in arheološke kulture nakazuje, da so jih dojemali kot dobro oblikovano slovansko etnično skupino. Z izgubo samostojnosti pa je njihovo ime proti koncu 9. stoletja izgubilo etnični pomen v korist teritorialne skupnosti. Del se jih je ponemčil in romaniziral, ostali potomci, ki so ohranili slovansko identiteto in jezik, pa so danes Slovenci.

## Jezik
O jeziku Karantancev je malo znanega, lahko pa domnevamo, da je bil še zelo blizu praslovanščini. Slovenski jezikoslovci so jo včasih pogojno imenovali "alpska slovanščina". Predslovanski toponimi, ki so jih prevzeli in slovanizirali Karantanci, ter bavarski zapisi alpskih slovanskih imen pomagajo osvetliti značilnosti alpskega slovanskega jezika. Po ohranjenih značilnostih iz praslovanščine so bili bolj povezani z zahodnoslovanskimi plemeni kot z južnoslovanskimi plemeni.
Od 8. stoletja naprej je alpski slovanski jezik doživljal vrsto postopnih sprememb in novosti, značilnih za južnoslovanske jezike. Približno do 13. stoletja je Slovenščina izšla iz teh novotarij.
Brižinski spomeniki iz 10. stoletja, ki najverjetneje izvirajo iz karantanskega območja, veljajo za najstarejše dokumente v katerem koli slovanskem jeziku, pisane z latinico. Jezik Brižinskih spomenikov, čeprav še vedno ohranja številne praslovanske značilnosti, kaže že določene razvoje, značilne za zgodnjo slovenščino. Ta besedila veljajo za napisana v prehodnem jeziku med alpsko slovanščino in sodobno slovenščino.

## Tradicije in družbena organizacija
O družbeni in politični organiziranosti Karantancev ni veliko znanega. Najverjetneje so bili organizirani v skupne enote, imenovane župe. Iz zasebne vojske karantanskega kneza naj bi izhajal poseben družbeni sloj koseze (lat. Kasazes, nemško Edlinger plemiči), ki je bil do visokega srednjega veka prisoten tudi drugod po slovenskih deželah. Srednjeveški dokumenti omenjajo, da je ljudstvo svobodno volilo svojega voditelja, ostaja pa nejasno, na katero družbeno kategorijo se je nanašalo srednjeveško latinsko ime populus.
Plošča v Clevelandu priznava, da je ta obred morda vplival na ameriško revolucijo. Thomas Jefferson je parafiral stran v svojem izvodu »Republike« Jeana Bodina, ki opisuje edinstven proces, v katerem imajo karantanski meščani moč izbire svojega voditelja, kar je podobno sodobnim demokratičnim vrednotam.
Do konca srednjega veka se je obdržalo več tradicij, značilnih za Karantance, med njimi predvsem ustoličevanje koroških vojvod, ki se je izvajala do leta 1414.

## Vladarji
- Valuk (prib. 630)
- Borut (prib. 740–750)
- Gorazd (prib. 750–752)
- Hotimir (prib. 752–769)
- Valtunk (prib. 772–788)
- Pribislav (prib. 788–799)
- Semik (začetek 9. stoletja)
- Stojmir (začetek 9. stoletja)
- Etgar (začetek 9. stoletja–prib. 820)

Ostali;
- Domicijan Koroški (negotovo; prib. 802)